# Need for Speed: Underground
Pour les articles homonymes, voir Underground.
 (août 2011).
Si vous disposez d'ouvrages ou d'articles de référence ou si vous connaissez des sites web de qualité traitant du thème abordé ici, merci de compléter l'article en donnant les références utiles à sa vérifiabilité et en les liant à la section « Notes et références ».
Need for Speed: Underground (abrégé en NFSU) est un jeu vidéo de course développé par EA Black Box et publié par Electronic Arts en 2003. Il fait partie de la série des Need for Speed.
L'ambiance du jeu (voitures tuning suréquipées participant à des courses de rues illégales) a été grandement inspiré par la culture de la scène import et les films Fast and Furious et 2 Fast 2 Furious.
NFSU est un opus complètement repensé de la série des Need for Speed qui propose un mode carrière (l'underground) avec une histoire, et un mode garage qui permet aux joueurs de personnaliser entièrement leurs voitures au niveau performance et visuel avec un grand nombre de marques. Toutes les courses se déroulent dans une ville la nuit. Le terme « Underground » (lit. souterrain) du titre fait référence aux voitures « tunées » et à la scène import plutôt qu'à l'économie souterraine. Tout cela, ajouté au style de jeu d'arcade, sont devenues des points controverses pour les fans de Need for Speed. Cependant, ce titre a été un très grand succès commercial et a inspiré une suite.
Des rumeurs ont circulé selon lesquelles les constructeurs de voitures ont été très stricts sur la manière dont leurs voitures allaient être caricaturées dans ce jeu, et surtout vis-à-vis du caractère illégal des courses de rue de la culture tuning. Electronic Arts a fait des efforts pour faire apparaître ces courses comme des événements sanctionnés et contient un message d'intérêt public au début du jeu. De plus, les voitures ne peuvent être endommagées.

## Scénario
Le joueur commence directement dans l'action, lors d'une course de circuit au volant d'une Honda Integra Type R avec un kit carrosserie large "Mantis", il l'emporte facilement sur ses adversaires ... pour être réveillé par Samantha de sa rêverie.
Samantha est l'amie du joueur dans cet opus; elle lui explique comment utiliser les commandes, lui présente les autres personnages et se moque de la première voiture qu'il choisit. Eddie (et sa Nissan Skyline R34 orange métallisé ) est le leader de l'Eastsiders et le meilleur streetracer de la ville, Melissa est sa petite amie.
Le temps passe, les victoires s'enchaînent. Le joueur rencontre d'autres coureurs, et se fait finalement un certain nombre de rivaux qui ne cessent de le défier et de perdre. Il est introduit à TJ, qui lui promet des modifications de performance de véhicule unique en échange de victoire lors de défis contre la montre; Samantha fait la même chose de temps en temps, en offrant des modifications visuelles.
Les victoires successives du joueur n'impressionnent pas Eddie. Au début, il se moque des compétences du joueur, en lui disant qu'il a encore un long chemin à parcourir pour être à son niveau. Plus tard dans le jeu, la réputation du joueur devient trop grande pour être ignorée. Eddie le défie de battre Samantha dans une course de sprint avant de courir contre lui; l'empressement du joueur à entrer dans son jeu exaspère Samantha. Elle détruira le moteur de sa Honda Civic en tentant de battre le joueur, en vain. TJ récupèrera l'épave de la voiture après cette course.
Lorsque le joueur est près d'atteindre la première place dans tous les types de courses, Eddie tente de nouveau de se débarrasser de son rival. A peu près au même moment, le joueur voit TJ au volant de la voiture de Samantha, elle fonctionne à nouveau, mais a été vandalisé. Ils font tous les deux une course de circuit que le joueur gagne. Le joueur rend la voiture à Samantha pour faire amende honorable, et elle donne en échange le choix dans une gamme de kit carrosserie large pour sa voiture.
Juste après ce moment touchant, Eddie défie le joueur et perd comme tous ceux qui ont défié le joueur jusqu'ici. Avant même de pouvoir célébrer  sa victoire, une mystérieuse et légendaire Nissan 350Z argentée défie le joueur pour une dernière course sur le circuit de Market Street. Un challenger qui, après avoir été battu par le joueur, se révèle être la petite amie d'Eddie, Melissa.
Cet événement consolide le statut du joueur comme étant le nouveau meilleur streetracer "underground" de la ville.

## Les différents modes de jeu

### Circuit
Le mode Circuit est une course classique qui oppose quatre adversaires sur un parcours en boucle de deux tours ou plus. C'est le mode principal du jeu. Une variante du mode Circuit est le mode : "Tour de défi", assez similaire aux titres précédents de la série Need for Speed, il se déroule par l'élimination du dernier concurrent qui passe la ligne de départ à chaque tour, jusqu'à ce qu'il ne reste plus que le vainqueur. Dans ce titre, le mode "Tour de défi" propose un maximum de trois tours pour quatre concurrents.

### Sprint
Le mode Sprint est également une variante du mode Circuit, dans lequel les adversaires concourent sur un trajet qui va d'un point à un autre au lieu d'effectuer plusieurs fois un même parcours. Ces courses sont habituellement plus courtes que les « circuits » (longueur maximale : 8 km). Les joueurs doivent donc être plus prudents pour éviter toute faute durant cette course.

### Drift
Le mode Drift est l'un des aspects les plus stimulants et techniques du jeu. En mode Drift, un joueur doit tenter de gagner un maximum de points en effectuant des dérapages sur un circuit en plusieurs tours. Le joueur se bat contre trois adversaires qui n'apparaissent pas pendant l'épreuve mais dont la progression des scores est affichée en temps réel. Cet indicateur permet à tout moment au joueur de se situer par rapport à ses adversaires et pour remporter l'épreuve, il devra la finir avec plus de points que ses adversaires.
Le joueur gagne des points bonus s'il glisse à la limite des bordures du circuit, perpendiculairement par rapport au sens de la route ou encore en enchaînant des dérapages (c'est-à-dire en faisant durer le drift le plus longtemps possible tout en dirigeant constamment le véhicule afin de maintenir la vitesse), si à la fin du drift le joueur n'a pas touché une seule fois les rails de sécurité, les points qu'il a cumulés sont ajoutés à son score, sinon ces points sont perdus.
Le mode Drift est le seul type de course où la vitesse n'a pas vraiment d'importance, puisque les joueurs ont la possibilité de terminer le circuit à leur propre allure (le joueur doit tout de même rouler à une vitesse minimum s'il veut gagner un maximum de points). Ceci peut expliquer l'absence de NOS dans ce mode de jeu puisqu'il ne servirait pas à grand-chose.

### Drag
Le mode Drag est la deuxième forme de course la plus technique du jeu. Ce mode, se déroulant exclusivement en mode boîte manuelle, vous fait courir contre trois adversaires, la plupart du temps sur des parcours rectilignes. Pour devenir le maître en mode Drag, les joueurs doivent avoir de bons réflexes et être bien synchronisés pour passer les vitesses, éviter les sur-régimes, doubler les adversaires et utiliser le NOS. Ce mode demande un contrôle important de la vitesse de la voiture et du régime moteur. Le compte-tours est d'ailleurs affiché de manière agrandie sur la partie gauche de l'écran. La conduite de la voiture est grandement simplifiée dans ce mode puisque le joueur n'a qu'à choisir dans quelle voie il veut se placer, il peut ainsi se concentrer sur la vitesse et les changements de vitesse. Il sera toutefois nécessaire, dans la majorité des courses, de changer fréquemment de bande de circulation afin d'éviter les concurrents ainsi que les éventuels obstacles en cours de route. Le changement de bande de circulation prend aussi une dimension stratégique, car il permet d'essayer de bloquer la progression d'un adversaire provenant de l'arrière à une allure plus rapide.
Deux incidents peuvent mettre hors-jeu les concurrents pendant la course : 
- une collision avec un véhicule (adversaire ou trafic) ou avec un obstacle,
- faire exploser le moteur en roulant trop longtemps en zone rouge.

## Liste des voitures
- Acura Integra Type R
- Acura RSX
- Dodge Neon
- Ford Focus ZX3
- Honda Civic Si
- Honda S2000
- Hyundai Tiburon GT
- Mazda MX-5
- Mazda RX-7 FD3S
- Mitsubishi Eclipse GSX
- Mitsubishi Lancer ES
- Nissan 240SX SE (S13)
- Nissan 350Z
- Nissan Sentra SE-R Spec V
- Nissan Skyline GT-R R34
- Peugeot 206 S16
- Subaru Impreza 2.5 RS
- Toyota Celica GT-S
- Toyota Supra
- Volkswagen Golf IV

## Les musiques
- Overseer - Doomsday (3:13)
- The Crystal Method - Born Too Slow (2:45)
- Rancid - Out of Control (1:39)
- Rob Zombie - Two-Lane Blacktop (2:54)
- BT - Kimosabe (4:55)
- Static-X - The Only (2:51)
- Element Eighty - Broken Promises (3:16)
- Asian Dub Foundation - Fortress Europe (3:51)
- Hotwire - Invisible (2:52)
- Story of the Year - And the Hero Will Drown (3:12)
- Andy Hunter - The Wonders of You (7:09)
- Junkie XL - Action Radius (3:54)
- Fuel - Quarter (3:39)
- Jerk - Sucked In (2:52)
- Fluke - Snapshot (3:59)
- lostprophets - Ride (3:40)
- Overseer - Supermoves (4:46)
- Fc kahuna - Glitterball (5:43)
- Blindside - Swallow (2:24)
- Lil Jon & The East Side Boyz - Get Low (4:25)
- Mystikal - Smashing the Gas (Get Faster) (3:09)
- Dilated Peoples - Who's Who (3:55)
- Nate Dogg - Keep It Coming (4:18)
- X-ecutioners - Body Rock (3:36)
- Petey Pablo - Need For Speed (3:32)
- T.I. - 24's (4:06)